# Sulzbachtal (Landschaftsschutzgebiet, Landkreis Esslingen)
Das Sulzbachtal war ein 7 Hektar großes Landschaftsschutzgebiet auf dem Gebiet der Stadt Wernau im Landkreis Esslingen in Baden-Württemberg. Es wurde am 15. Dezember 1971 vom Landratsamt Esslingen ausgewiesen. Mit der Ausweisung des Landschaftsschutzgebiets Wernau (Neckar) am 3. Mai 1995 wurde die Verordnung aufgehoben und das Landschaftsschutzgebiet in das neue Schutzgebiet integriert.
Es umfasste den Abschnitt des Sulzbachtals im Gewann Sulzäcker, zwischen dem Sulzhau und dem Sulzweinberg, wo der Bach noch durch ein weitgehend offenen Wiesental in einem naturnahen Lauf fließt.